# Перковский, Иван Люцьянович
Ива́н Люцья́нович Перко́вский (родился в 1897 году, Витебская губерния, Российская империя — умер после 1973 года, СССР) — советский хозяйственный, государственный и политический деятель, Герой Социалистического Труда (1951).

## Биография
Родился в 1897 году на территории современной Витебской области. Член КПСС
С 1915 года — на хозяйственной, общественной и политической работе. В 1915—1975 гг. — батрак, крестьянин, участник Гражданской войны, участник становления Советской власти, организатор коллективного сельского хозяйства в Киевской области Украинской ССР, директор свеклосовхоза имени 9 января 1905 года Министерства сельского хозяйства СССР в Белоцерковском районе Киевской области Украинской ССР.
Указом Президиума Верховного Совета СССР от 8 мая 1951 года присвоено звание Героя Социалистического Труда с вручением ордена Ленина и золотой медали «Серп и Молот».
Делегат XXII съезда КПСС.
Умер после 1975 года.

## Награды и звания
- Герой Социалистического Труда (08.05.1951).
- орден Ленина (08.05.1951, 08.12.1973)
- орден Октябрьской Революции (08.04.1971)
- орден Трудового Красного Знамени (26.02.1958, 23.06.1966)